# César Román Ibáñez
César Roman Ibáñez (Villa Fiorito, 17 de junio de 1999) es un futbolista argentino. Juega de lateral izquierdo y su equipo actual es el Club Atlético Huracán, de la Primera División de Argentina.

## Trayectoria
Ibáñez entró a las infantiles de Huracán a los ocho años de edad, y fue promovido al primer equipo en la temporada 2018-19. Debutó el 15 de mayo de 2019, ante Unión (Sunchales) por la Copa Argentina.

## Selección nacional
Fue citado a un campo de entrenamiento de la selección sub-19 de Argentina.

## Estadísticas
Actualizado al último partido disputado el 1 de agosto de 2025.
| Club              | Div.          | Temporada     | Liga  | Liga  | Copas nacionales | Copas nacionales | Copas internacionales | Copas internacionales | Total | Total |
| Club              | Div.          | Temporada     | Part. | Goles | Part.            | Goles            | Part.                 | Goles                 | Part. | Goles |
| ----------------- | ------------- | ------------- | ----- | ----- | ---------------- | ---------------- | --------------------- | --------------------- | ----- | ----- |
| Huracán Argentina | 1.ª           | 2019-20       | 15    | 0     | 1                | 0                | —                     | —                     | 16    | 0     |
| Huracán Argentina | 1.ª           | 2020-21       | 0     | 0     | 1                | 0                | 2                     | 0                     | 3     | 0     |
| Huracán Argentina | 1.ª           | 2021          | 17    | 1     | 0                | 0                | —                     | —                     | 17    | 1     |
| Huracán Argentina | 1.ª           | 2022          | 14    | 0     | 1                | 0                | —                     | —                     | 15    | 0     |
| Huracán Argentina | 1.ª           | 2023          | 6     | 0     | 8                | 0                | 1                     | 0                     | 15    | 0     |
| Huracán Argentina | 1.ª           | 2024          | 18    | 0     | 14               | 0                | —                     | —                     | 32    | 0     |
| Huracán Argentina | 1.ª           | 2025          | 18    | 1     | 3                | 0                | 5                     | 0                     | 26    | 1     |
| Huracán Argentina | Total club    | Total club    | 88    | 2     | 28               | 0                | 8                     | 0                     | 124   | 2     |
| Total carrera     | Total carrera | Total carrera | 88    | 2     | 28               | 0                | 8                     | 0                     | 124   | 2     |